# Distretto di Alis
Il distretto di Alis è uno dei trentatré distretti della provincia di Yauyos, in Perù. Si trova nella regione di Lima e si estende su una superficie di 142,06 chilometri quadrati.
Istituito il 23 febbraio 1920, ha per capitale la città di Alis.